# Sintetika
Sintetika (njem. Synthetik, engl. synthetics, prema grč. συνϑɛτιϰός: prikladan za sastavljanje) je skupni naziv za umjetna vlakna načinjena od sintetskih polimera i za tekstilije koje se od njih izrađuju (pređa, tkanine, pletiva, čipke, netkani tekstil, podne i zidne obloge). Tekstilni materijali i proizvodi od sintetskih vlakana općenito se odlikuju velikom čvrstoćom, elastičnošću, rastezljivošću i trajnošću, odličnom dimenzijskom stabilnošću i otpornošću na gužvanje, kao i otpornošću na djelovanje mikroorganizama, truljenje, kemikalije i korozivna sredstva. No skloni su tvorbi pilinga (nakupina zamršenih vlakana u obliku kuglica na površini tkanine ili pletiva) i nabijanju statičkim elektricitetom, slabo upijaju vlagu, razmjerno su slabo otporni na djelovanje topline, a takva odjeća nije osobito ugodna za nošenje. Suvremenim postupcima visoke tehnologije moguće je ukloniti nedostatke i proizvesti sintetska vlakna i proizvode vrhunskih svojstava.

## Alifatski poliamidi
Alifatski poliamidi visokog su tališta, dobre vlačne čvrstoće, udarne žilavosti i otpornosti prema otapalima, abraziji i umoru materijala. To su bili prvi sintetski polimeri koji su se primijenili kao tekstilna vlakna, a među najvažnijim su vlaknima i danas (poliamidna vlakna). Označuju se prema broju ugljikovih atoma u reagirajućim monomerima. Najznačajniji su poliamid 6,6 i poliamid 6: 
- poliamid 6,6, poli(heksametilenadipamid), počeo se proizvoditi 1938. (DuPont, SAD) pod tržišnim nazivom najlon, što je ubrzo postao popularan pojam povezan s početcima uporabe takozvane sintetike u odijevanju. Dobiva se polikondenzacijom heksametilendiamina i adipinske kiseline (oba monomera imaju po 6 ugljikovih atoma, odatle oznaka 6,6):

n H2N–(CH2)6–NH2 + n HOOC–(CH2)4–COOH → [–HN–(CH2)6–NH–CO–(CH2)4–CO–]n + 2n H2O
- poliamid 6 počeo se proizvoditi 1939. u I. G. Farbenindustrie (Njemačka) kao vlakno pod komercijalnim nazivom perlon. Dobiva se polimerizacijom cikličkog ε-kaprolaktama, koji se prvo hidrolizira i stvara aminokiselinu, a ona pokreće (inicira) otvaranje prstena daljnjih kaprolaktamskih molekula i veže ih poliadicijom na rastući polimerni lanac, stvarajući poliamid 6:

[–NH–(CH2)5–CO–]n
- osim kao vlakna, poliamidi (na primjer PA 11, PA 12 i PA 6,12) služe kao konstrukcijski materijali za dijelove industrijskih uređaja, u automobilskoj industriji, elektroindustriji i elektronici.

## Sinteza
Pod sintezom se ponajprije podrazumijeva priprava složenih organskih spojeva, koja se počela razvijati 1828., kada je F. Wöhler sintezom prvi put uspio dobiti jedan od organskih spojeva, za koje se do tada vjerovalo da mogu nastati samo u živom organizmu. Laboratorijska sinteza najčešće se provodi u specifične svrhe. Tako se npr. sintetiziraju spojevi već dobiveni iz prirodnih izvora kako bi se dokazala njihova struktura i objasnilo njihovo nastajanje u prirodi; teorijski se pretpostavljaju posebna svojstva nekih do tada nepoznatih spojeva, a sintezom se to nastoji postići; za proučavanje kompleksnih prirodnih spojeva i njihova enzimskoga djelovanja, sintetiziraju se modelni spojevi na kojima se ispituje djelovanje pravih spojeva i tako dalje.
Za razliku od laboratorijskih, industrijskim se sintezama dobivaju određeni i definirani intermedijeri ili konačni spojevi, kontinuirano i u velikim količinama, vodeći računa o zaštiti okoliša i zbrinjavanju otpadnih tvari. Takve su sinteze osnova organske kemijske industrije (proizvodnja lijekova, bojila, tenzida, pesticida, polimernih materijala, umjetnih vlakana i drugog), a često se temelje na nekim specifičnim sintetskim reakcijama koje se nazivaju prema imenima otkrivača (npr. Fittigova, Friedel-Craftsova, Franklandova, Grignardova, Knorrova, Kolbeova, Wurtzova sinteza).
Prikaz kemijske sinteze kojom od monomera (etena) nastaje polimer (polieten):
{\displaystyle \mathrm {n\ H_{2}C=CH_{2}\rightarrow -[CH_{2}-CH_{2}]_{n}-} }
Modernu orgasnku sintezu usavršio je R. B. Woodward, dobitnik Nobelove nagrade za kemiju (1965.) za nekoliko briljantnih totalnih sinteza uključujući i sintezu strihnina.